# Chlorure de dysprosium(III)
Le chlorure de dysprosium(III) (DyCl3), également appelé trichlorure de dysprosium, est un composé de dysprosium et de chlore. C'est un solide blanc à jaune qui absorbe rapidement l'eau lorsqu'il est exposé à l'air humide pour former un hexahydrate, DyCl3·6H2O. Un simple chauffage rapide de l'hydrate provoque une hydrolyse partielle vers un oxychlorure, DyOCl.

## Préparation et réactions
DyCl3 est souvent préparé par la "voie du chlorure d'ammonium", en partant soit de Dy2O3, soit du chlorure hydraté DyCl3·6H2O,,. Ces méthodes produisent (NH4)2[DyCl5] :
10 NH4Cl  +  Dy2O3  →  2 (NH4)2[DyCl5]  +  6 NH3 + 3 H2O
DyCl3·6H2O + 2 NH4Cl → (NH4)2[DyCl5] + 6 H2O
Le pentachlorure se décompose thermiquement selon l'équation suivante :
(NH4)2[DyCl5]   →   2 NH4Cl  +  DyCl3
La réaction de thermolyse passe par l'intermédiaire de (NH4)[Dy2Cl7].
Le traitement de Dy2O3 par de l'acide chlorhydrique produit le chlorure hydraté DyCl3·6H2O, qui ne peut être rendu anhydre par chauffage. A la place, on obtient un oxychlorure :
DyCl3 + H2O → DyOCl + 2 HCl
Le chlorure de dysprosium(III) est un acide de Lewis modérément fort, qui est classé comme "dur" selon le principe HSAB. Les solutions aqueuses de chlorure de dysprosium peuvent être utilisées pour préparer d'autres composés du dysprosium(III), par exemple le fluorure de dysprosium(III) :
DyCl3  +  3 NaF →  DyF3  +  3 NaCl

## Utilisation
Le chlorure de dysprosium(III) peut être utilisé comme point de départ pour la préparation d'autres sels de dysprosium. Le dysprosium métallique est obtenu lorsqu'un mélange fondu de DyCl3 dans un eutectique LiCl-KCl est électrolysé. La réduction a lieu par l'intermédiaire de Dy2+, avec une cathode en tungstène.

## Précautions
Les composés du dysprosium sont considérés comme ayant une toxicité modérée à faible, bien que leur toxicité n'ait pas été investiguée en détail.